# 卑南族老鼠傳說
卑南族老鼠傳說（卑南語：竹生 bungtus, 石生 'avungtus ），是台灣卑南族神話中有關老鼠如何出現的傳說。

## 傳說

### 未婚生子
過去在巴巴都蘭（babatulan，卑南遺址附近）有一個叫做布茲（Bungtus）的農夫，她的女兒有天遇到一個從知本部落來的籐籃商人要求買下自己的商品，可是當女兒把籃蓋掀開時，突然從其中跳出了一個男根鑽進她的陰部，少女雖然很驚恐，但又怕其他人知道這件事而瞞著，直到生下兩個孩子後，才跟父母說明自己遇到的事情，父母雖然震驚，但為了保護女兒而選擇對其他人和兩位孫女堅守秘密，不讓任何人知道。

### 仇殺
後來在兩個孫女長大後的某天，布茲的女兒趁那個陽具去集會所（palakuwan）的時候，在它回來的路上挖了一個大洞，並煮了一鍋滾水，再叫自己的女兒去集會所把她們的「父親」叫回來，女兒找不到「父親」時還跟她們坦白就是那根陽具，讓她們相當震驚。而陽具在跳著回家的路上，掉進了布茲的女兒所挖的洞裡，而對方在趁機把滾水倒進洞中把它活活燙死。

### 報復
陽具在死前發出如老鼠般的哀號，並且立下毒誓，表示以後會轉生來咬布茲女兒的腰裙，後來它死掉的洞中便出現了老鼠。